# 구리하라촌 (이바라키현)
구리하라촌(栗原村)은 이바라키현 니하리군에 존재했던 촌이다. 현재의 쓰쿠바시 남동부에 해당한다.

## 역사
- 1889년 4월 1일 - 정촌제 시행에 의해 니하리군 구리하라촌이 성립하였다.
- 1955년 7월 22일 - 사카에촌 고코노에촌과 합병해 사쿠라촌이 성립하여, 동일 구리하라촌은 폐지되었다.

## 참고문헌
- 角川日本地名大辞典 8 茨城県